# 알바이신

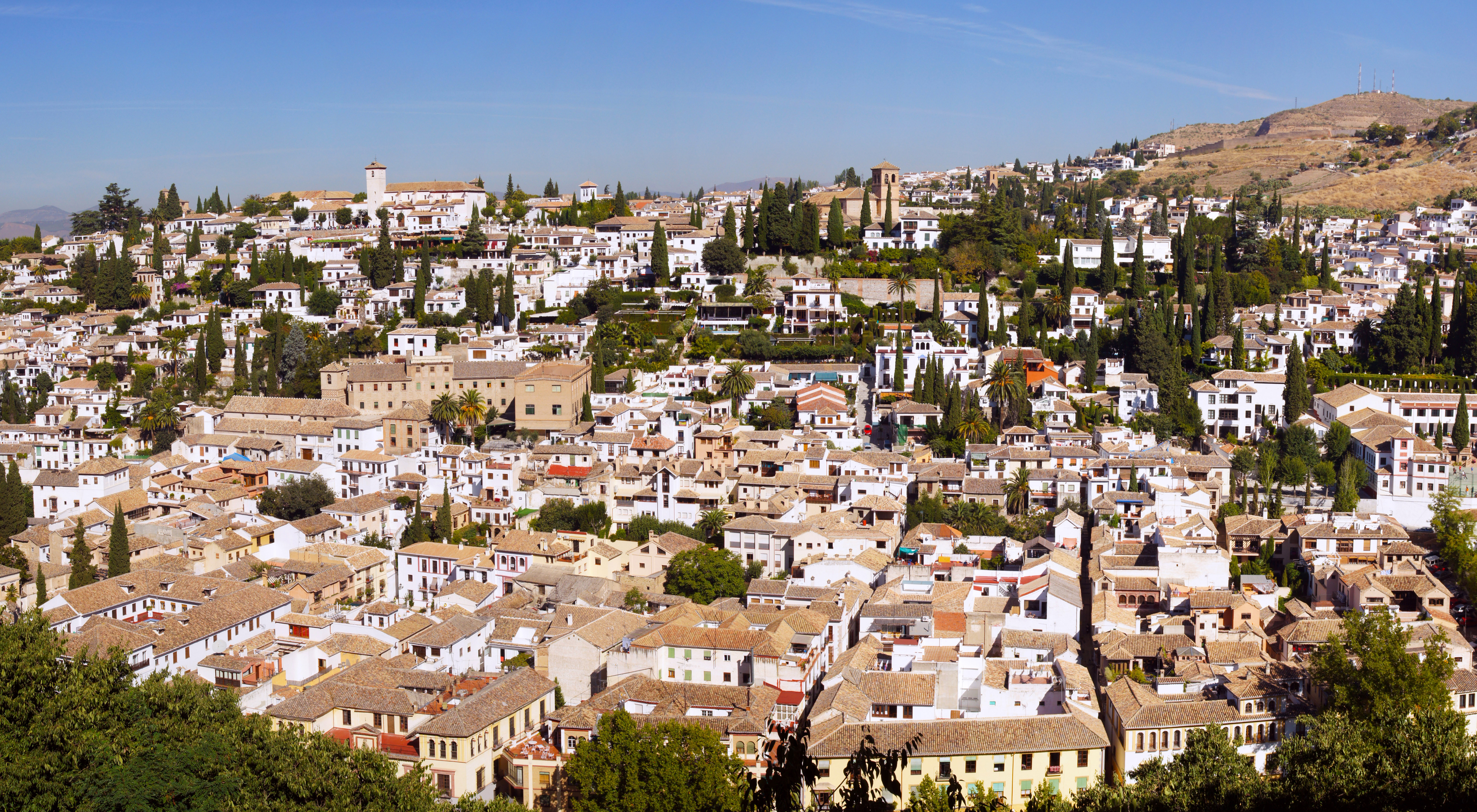
알바이신

알바이신(스페인어: Albaicín)은 스페인 그라나다에 있는 구릉 지구이다. 1984년 알람브라, 헤네랄리페와 함께 유네스코 세계유산에 등록되었다.